# Kaloré
Kaloré är en kommun i Brasilien.   Den ligger i delstaten Paraná, i den södra delen av landet, 1 000 km söder om huvudstaden Brasília. Antalet invånare är 4 503.
Trakten runt Kaloré består till största delen av jordbruksmark. Runt Kaloré är det ganska glesbefolkat, med 25 invånare per kvadratkilometer.